# Hermaeopsis variopicta
Hermaeopsis variopicta är en snäckart som beskrevs av A. Costa 1869. Hermaeopsis variopicta ingår i släktet Hermaeopsis och familjen Stiligeridae. Inga underarter finns listade i Catalogue of Life.